# Salacia annettae
Salacia annettae är en benvedsväxtart som beskrevs av N. Hallé. Salacia annettae ingår i släktet Salacia och familjen Celastraceae. Inga underarter finns listade.